# GP de Plouay 2018
De GP de Plouay - Lorient Agglomération was bij de vrouwen aan haar 20e editie toe en werd verreden op zaterdag 25 augustus 2018. De start- en aankomstplaats was Plouay. Titelverdedigster Lizzie Deignan was afwezig wegens zwangerschap. Deze editie werd gewonnen door haar ploeggenote Amy Pieters. Tweede werd Marianne Vos, die hierdoor aan de leiding bleef in de World Tour.

## Deelnemende ploegen
| UCI-Ploegen        | UCI-Ploegen                        | UCI-Ploegen  |
| ------------------ | ---------------------------------- | ------------ |
| Alé Cipollini      | Cervélo-Bigla                      | Team Sunweb  |
| Aromitalia Vaiano  | Cylance                            | Team Tibco   |
| BePink             | Doltcini-Van Eyck Sport            | Valcar PBM   |
| Bizkaia-Durango    | FDJ Nouvelle-Aquitaine Futuroscope | Waowdeals    |
| Boels Dolmans      | Health Mate-Cyclelive              | Wiggle High5 |
| BTC City Ljubljana | Mitchelton-Scott                   | Team WNT     |
| Canyon-SRAM        | Movistar Team                      |              |

## Uitslag
| Plouay – Plouay (121,5 km) |                        |                         |          |
| Plaats                     | Naam                   | Ploeg                   | Tijd     |
| Winnaar                    | Amy Pieters            | Boels Dolmans           | 3h17'18" |
| 2                          | Marianne Vos           | Waowdeals               | z.t.     |
| 3                          | Coryn Rivera           | Team Sunweb             | z.t.     |
| 4                          | Elena Cecchini         | Canyon-SRAM             | z.t.     |
| 5                          | Amanda Spratt          | Mitchelton-Scott        | z.t.     |
| 6                          | Alison Jackson         | Team Tibco              | z.t.     |
| 7                          | Małgorzata Jasińska    | Movistar Team           | z.t.     |
| 8                          | Ashleigh Moolman-Pasio | Cervélo-Bigla           | z.t.     |
| 9                          | Eugenia Bujak          | BTC City Ljubljana      | z.t.     |
| 10                         | Katarzyna Niewiadoma   | Canyon-SRAM             | z.t.     |
| 11                         | Megan Guarnier         | Boels Dolmans           | z.t.     |
| 12                         | Elisa Longo Borghini   | Wiggle High5            | z.t.     |
| 13                         | Liane Lippert          | Team Sunweb             | z.t.     |
| 14                         | Aude Biannic           | Movistar Team           | z.t.     |
| 15                         | Soraya Paladin         | Alé Cipollini           | + 04"    |
| 16                         | Dani Rowe              | Waowdeals               | + 40"    |
| 17                         | Leah Kirchmann         | Team Sunweb             | z.t.     |
| 18                         | Ruth Winder            | Team Sunweb             | z.t.     |
| 19                         | Anastasia Iakovenko    | BTC City Ljubljana      | z.t.     |
| 20                         | Cecilie Uttrup Ludwig  | Cervélo-Bigla           | z.t.     |
|                            |                        |                         |          |
| 24                         | Sofie De Vuyst         | Doltcini-Van Eyck Sport | z.t.     |

Bretagne Classic: 1931 · 1932 · 1933 · 1934 · 1935 · 1936 · 1937 · 1938 · 1939 - 1944 · 1945 · 1946 · 1947 · 1948 · 1949 · 1950 · 1951 · 1952 · 1953 · 1954 · 1955 · 1956 · 1957 · 1958 · 1959 · 1960 · 1961 · 1962 · 1963 · 1964 · 1965 · 1966 · 1967 · 1968 · 1969 · 1970 · 1971 · 1972 · 1973 · 1974 · 1975 · 1976 · 1977 · 1978 · 1979 · 1980 · 1981 · 1982 · 1983 · 1984 · 1985 · 1986 · 1987 · 1988 · 1989 · 1990 · 1991 · 1992 · 1993 · 1994 · 1995 · 1996 · 1997 · 1998 · 1999 · 2000 · 2001 · 2002 · 2003 · 2004 · 2005 · 2006 · 2007 · 2008 · 2009 · 2010 · 2011 · 2012 · 2013 · 2014 · 2015 · 2016 · 2017 · 2018 · 2019 · 2020 · 2021 · 2022 · 2023 · 2024
Classic Lorient Agglomération: 1999 · 2000 · 2001 · 2002 · 2003 · 2004 · 2005 · 2006 · 2007 · 2008 · 2009 · 2010 · 2011 · 2012 · 2013 · 2014 · 2015 · 2016 · 2017 · 2018 · 2019 · 2020 · 2021 · 2022 · 2023 · 2024
 Strade Bianche ·
 Ronde van Drenthe ·
 Trofeo Alfredo Binda-Comune di Cittiglio ·
 Driedaagse van De Panne-Koksijde ·
 Gent-Wevelgem ·
 Ronde van Vlaanderen ·
 Amstel Gold Race ·
 Waalse Pijl ·
 Luik-Bastenaken-Luik ·
 Ronde van Chongming ·
 Ronde van Californië ·
 Emakumeen Bira ·
 The Women's Tour ·
 Ronde van Italië voor vrouwen ·
 La Course by Le Tour de France ·
 RideLondon Classique ·
 Open de Suède Vårgårda ·
 Ronde van Noorwegen ·
 Bretagne Classic ·
 Boels Rental Ladies Tour ·
 La Madrid Challenge by La Vuelta ·
 Ronde van Guangxi